# Lamillarié
Lamillarié település Franciaországban, Tarn megyében. Lakosainak száma 510 fő (2022. január 1.). Lamillarié Carlus, Dénat, Lombers, Poulan-Pouzols, Saliès és Puygouzon községekkel határos.

## Népesség
A település népességének változása:
| Lakosok száma | 461  | 497  | 502  | 513  | 508  | 504  | 499  | 499  | 510  |
|               | 2013 | 2015 | 2016 | 2017 | 2018 | 2019 | 2020 | 2021 | 2022 |